# 王佐才
王佐才（1569年—1625年），字志伊，號鑑衡，山東臨朐縣（今濰坊市臨朐縣）人。明朝政治人物，萬曆丁未進士。

## 生平
萬曆三十一年（1603年）中式山東鄉試第三名舉人，萬曆三十五年（1607年）成二甲第四十一名進士，授戶部雲南司主事。陞戶部郞中。萬曆四十七年（1619年），出爲陕西右参政，分巡西宁道。天启元年（1621年）陞四川按察使，以平叛有功，二年改陕西西宁道按察使，官陝西右布政使。

## 著作
王佐才精通風水，曾編《鑒衡地理》和《鑒衡易學》。

## 家族
曾祖王文。祖父王詔，大使。父王應元，壽官。母鍾氏。慈侍下。